# İnşaatçı Baku FK
El İnşaatçı Baku FK (en azerí: İnşaatçı Baku Futbol Klubu) fue un equipo de fútbol de Azerbaiyán que jugó en la Liga Premier de Azerbaiyán, la primera división de fútbol en el país.

## Historia
Fue fundado en el año 1935 en la capital Bakú con el nombre Stroitel Baku, y bajo esa denominación fue campeón de liga en dos ocasiones y ganó el título de copa una vez durante el periodo soviético.
Tras la disolución de la Unión Soviética y la independencia de Azerbaiyán fue uno de los equipos fundadores de la Liga Premier de Azerbaiyán y cambió su nombre por el de İnşaatçı Baku FK, terminando su primera temporada en primera división en sexto lugar.
Fue el primer campeón de Copa de Azerbaiyán como país independiente en 1992 al vencer en la final al Kur Mingechaur en tiempo extra.
El club militó en las primeras cuatro temporadas de la Liga Premier de Azerbaiyán hasta que descendió en la temporada 1994/95 y más tarde desaparece.

## Palmarés

### Era Soviética
- Liga Soviética de Azerbaiyán: 2

1935, 1936
- Copa Soviética de Azerbaiyán: 1

1991

### Era Independiente
- Copa de Azerbaiyán: 1

1992

## Temporadas Tras la Independencia
| Temporada | Liga | Liga | Liga | Liga | Liga | Liga | Liga | Liga | Liga | Copa        | Goleador            | Goleador |
| Temporada | Div. | Pos. | J    | G    | E    | P    | GF   | GC   | Pts. | Copa        | Nombre              | Liga     |
| --------- | ---- | ---- | ---- | ---- | ---- | ---- | ---- | ---- | ---- | ----------- | ------------------- | -------- |
| 1992      | 1    | 6    | 36   | 21   | 6    | 9    | 52   | 28   | 48   | Campeón     | Mübariz İsmayılov   | 12       |
| 1993      | 1    | 10   | 18   | 7    | 4    | 7    | 28   | 22   | 18   | Semifinales | Fikrət Hüseynov     | 8        |
| 1993–94   | 1    | 10   | 30   | 9    | 10   | 11   | 25   | 28   | 37   | 1/4         | Natiq Məmmədkərimov | 3        |
| 1994–95   | 1    | 11   | 24   | 4    | 3    | 17   | 20   | 50   | 15   | 1/4         | Zaur Həsənzadə      | 4        |